# Lazare Kaganovitch
 (août 2024).
Si vous disposez d'ouvrages ou d'articles de référence ou si vous connaissez des sites web de qualité traitant du thème abordé ici, merci de compléter l'article en donnant les références utiles à sa vérifiabilité et en les liant à la section « Notes et références ».
Pour les articles homonymes, voir Kaganovitch.
Lazare Moïsseïevitch Kaganovitch (en russe : Лазарь Моисеевич Каганович), né à Kabany le 22 novembre 1893 et mort le 25 juillet 1991 à Moscou, est un homme d'État soviétique. Surnommé « la locomotive » du fait de son tempérament bouillant, il est membre du bureau politique du Parti communiste de l'Union soviétique sous la direction de Joseph Staline.
Né dans une famille juive, Kaganovitch est cordonnier lorsqu'il rejoint le POSDR en 1911 et devient bolchevik. En 1917, il dirige un soulèvement en Biélorussie durant la révolution d'Octobre. Très proche de Staline, il le soutient lors de son ascension au pouvoir suprême dans les années 1920. Il contribue à la théorisation du stalinisme. Il est premier secrétaire du Parti communiste en Ukraine de 1925 à 1928 puis en 1947. Il est membre titulaire du Politburo sans interruption de 1930 à 1957. Au cours des années 1930, il est commissaire du peuple aux chemins de fer, à l'industrie lourde et à l'industrie gazière. Après la mort de Staline en 1953, il devient vice-président du Conseil des ministres de l'URSS jusqu’à sa mise à l’écart en 1957, due à son opposition à la déstalinisation.
Kaganovitch a une responsabilité importante dans la mise en place de l'Holodomor, une famine dans laquelle environ 5 millions d'Ukrainiens moururent. Après l'invasion soviétique de la Pologne, il est l'un des cosignataires du décret ordonnant en 1940 le massacre de Katyń, où environ 22 000 civils et officiers polonais furent exécutés par le NKVD, et 65 000 autres Polonais déportés.
Devenu le dernier survivant du cercle rapproché de Staline, il meurt en 1991 à l'âge de 97 ans, quelques mois seulement avant la dislocation de l’URSS. Il est enterré au cimetière de Novodevitchi.

## Biographie

### Un fidèle de Staline
Lazare Moïsseïevitch Kaganovitch est issu d'une famille juive des environs de Kiev. Il travaille dès son enfance comme apprenti cordonnier dans des fabriques de chaussures et, rejoignant son frère aîné Mikhaïl, adhère au Parti ouvrier social-démocrate de Russie en 1911. Après avoir fait de l’agitation sous le pseudonyme de « Kosherovitch », il se fait remarquer par Lénine, puis est envoyé gouverner Nijni Novgorod en 1918. En 1919, il pousse à la militarisation du Parti et devient commissaire politique dans l'Armée rouge pendant la guerre civile russe, sur le front Sud. En 1920, il est envoyé en Asie centrale où il ordonne aux géographes russes d'abandonner le nom Turkestan jusqu'alors utilisé pour désigner cette région, affirmant que « cette dénomination nationaliste pan-turque devait être rayée au plus tôt de la terminologie soviétique ».

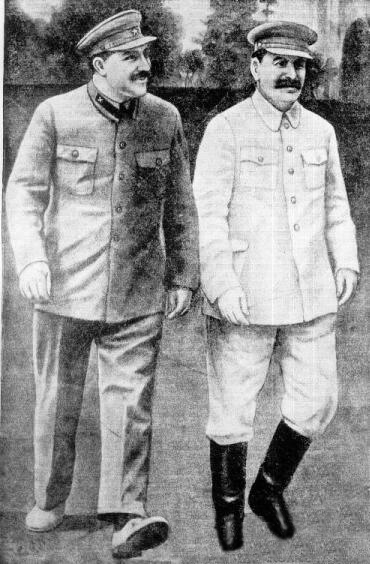
Lazare Kaganovitch (à gauche) et Joseph Staline.

Faisant partie des proches de Staline, Kaganovitch connaît alors une rapide ascension : membre suppléant au Comité central en 1923, il en est membre titulaire l'année suivante. Il idolâtre Staline, qu’il appelle « notre père », et participe à la théorisation du futur stalinisme. Premier secrétaire du Parti communiste ukrainien de 1925 à 1928, il dirige les opérations d'élimination des opposants et joue un rôle considérable dans la mise en œuvre des purges staliniennes des années 1930 dans cette république bouleversée par la collectivisation. Il est ensuite envoyé écraser les jacqueries paysannes entre Caucase et Sibérie occidentale, et fait fusiller à la mitrailleuse des villages entiers.
Élu suppléant au Politburo, il en devient titulaire en 1930 et y demeure jusqu'en 1957, ayant par ailleurs été coopté dans le Præsidium du Soviet suprême en 1952. De 1930 à 1935, il est premier secrétaire de l'organisation du Parti à Moscou, où il se distingue pour la destruction de monuments historiques préalable aux constructions et dans la réalisation et la décoration de la première ligne du métro de la capitale. Jusqu'en 1939, il est également l'un des trois secrétaires du Comité central, adjoint de Staline, supervisant notamment successivement l'industrie, l'agriculture et les transports, ainsi que la répression de rébellions, comme au Kouban en 1932.

### Holodomor
Kaganovitch joue un rôle de premier plan lors de l’Holodomor (extermination par la faim), l'une des famines soviétiques, qui fait entre 2,6 et 5 millions de victimes en Ukraine. Le plan de réquisitions prévu par le gouvernement n’ayant pas été rempli, Kaganovitch et Molotov sont dépêchés en octobre 1932 dans le Caucase du nord et en Ukraine afin d’« accélérer les collectes » et empêcher à tout prix les paysans affamés de fuir vers les villes. Indifférent à la désolation causée par la famine, Kaganovitch adresse critiques et réprimandes aux cadres en place pour leur « tiédeur » et leurs « scrupules bourgeois » dans la collecte.
Le 2 novembre 1932, la commission présidée par Kaganovitch adopte la résolution suivante : « À la suite de l’échec particulièrement honteux du plan de collecte des céréales, obliger les organisations locales du Parti à casser le sabotage organisé par les éléments koulaks contre-révolutionnaires, anéantir la résistance des communistes ruraux et des présidents de kolkhozes qui ont pris la tête de ce sabotage ». À partir de ce moment, les opérations « anti-sabotage » se multiplient et les victimes se compteront par dizaines de milliers, tandis que des villages entiers sont déportés vers le Goulag. Nikita Khrouchtchev aussi s’illustre durant cette période de l'histoire de l'Ukraine : tout agent du pouvoir bolchevik qui ne surenchérissait pas dans la férocité, baptisée « vigilance révolutionnaire », passait aussitôt pour « tiède », risquant d'être accusé de « sabotage » et d'être par conséquent fusillé ou envoyé en Sibérie. Les commissaires politiques du NKVD y veillaient. II a été calculé qu’au plus fort de la famine, jusqu’à 33 000 personnes mouraient de faim chaque jour dans cette région. Le cannibalisme y a sévi.

### Une cible de la déstalinisation
Après la mort de Staline, Kaganovitch réussit à conserver son influence : de mai 1955 à juin 1956, il est ministre du Travail et des Salaires. En 1957, il remplace Nikita Khrouchtchev pour quelques mois au poste de premier secrétaire du Parti en Ukraine et contribue à la montée au pouvoir de ce dernier. Ensuite son influence décroît : avec ses collègues de la tendance conservatrice Molotov et Vorochilov, il intrigue pour faire limoger son ancien protégé Khrouchtchev devenu entre-temps un détracteur des méthodes staliniennes. Khrouchtchev l'accuse d'avoir constitué un « groupe anti-parti » et c'est Kaganovitch qui est limogé du gouvernement, puis du Praesidium en juin 1957, pour être nommé à la direction d'une cimenterie en province.
Violemment critiqué pour ses « excès de zèle » au XXIIe Congrès du PCUS qui adopte la déstalinisation en octobre 1961, il finit par être exclu du Parti trois ans plus tard. Retraité, il vit discrètement et tranquillement les trente dernières années de sa vie, mais retrouve une certaine notoriété au début de la glasnost dans les années 1980, quand des journalistes obtiennent de lui l'aveu de l'intentionnalité, que l'URSS avait toujours niée, de certains crimes staliniens comme l'Holodomor et le massacre de Katyń. Âgé de 97 ans, il meurt en 1991, cinq mois avant les évènements qui aboutissent à la dislocation de l'URSS : il était le dernier membre encore en vie du gouvernement de Staline et de son cercle rapproché.

## Vie privée et personnalité
Simon Sebag Montefiore le qualifie d’« “impétueux et viril”, grand et robuste avec des cheveux noirs, de longs cils et de “beaux yeux bruns” ». C’était un bourreau de travail au fort accent juif, qui jouait sans cesse avec des objets et qui avait gardé de sa cordonnerie l’habitude de regarder les chaussures de ses interlocuteurs, voire de les examiner à son bureau.
Lazare Kaganovitch a épousé une collègue rencontrée pendant ses missions de collectivisation : ils eurent ensemble une fille et adoptèrent un fils. Il avait un frère, Mikhaïl Kaganovitch (en), lui aussi important apparatchik du gouvernement soviétique, qui fut victime des purges staliniennes en juillet 1941, accusé d'avoir « saboté les défenses antiaériennes soviétiques » lors de l'invasion allemande, sans que Lazare puisse le défendre. Mikhaïl se suicida pour éviter un procès stalinien et protéger ainsi sa famille.
Le tempérament extraverti, dynamique, tenace, colérique et impitoyable de Lazare lui valut le surnom de « locomotive » : il frappait ses subordonnés au marteau ou les soulevait par le veston. Nikita Khrouchtchev, qui fut son protégé à ses débuts, dit que si « le Comité central lui avait mis une hache dans les mains, il aurait fait place nette comme un ouragan mais coupé les arbres sains en même temps que les pourris ». Staline le surnomma « l’homme de fer » ce qui le plaçait en seconde place après lui-même (« Staline » signifiant « l’homme d'acier »).
Kaganovitch qui s'est toujours refusé à tutoyer Staline se montra craintif et humble face au maître de l'URSS, allant jusqu'à se définir comme un « stalinien inconditionnel » au cours d’un repas chez Staline à Zoubalovo, mais ce dernier réfuta alors ce qualificatif. Cette attitude servile s'explique d'une part par la reconnaissance pour celui qui lui avait enseigné l’orthographe et la ponctuation, et d'autre part par le sort fait à son frère, qui lui rappelait que nul n'est à l'abri des purges.